# أركول
أركول ((بالباشقيرية: Арҡауыл)‏ Arҡauyl) هي قرية في مقاطعة سالافاتسكي ‏ بجمهورية باشكورتوستان، روسيا، المركز الإداري لمجلس قرية أركولوفوكي.

## تاريخ
حسب وثائق تعود إلى القرن الثامن عشر. وتعدادات القرن التاسع عشر: كانت هناك قريتين احداهما مناييفو التي كان بها 101 شخصًا في 15 ياردة في عام 1795، وفي 1834 في 28 ياردة: 316 شخصًا، وفي عام 1816، كانت 9 من 27 أسرة (33.3 في المائة) متعددة الزوجات. في عام 1920، تم احتسابها على مساحة 44 ياردة مع 228 من السكان، تقع على بعد 1.6 كم من قرية أركول مركز نهر مورزالسكي.
وتألفت الأخيرة من 134 ياردة مع 710 من الباشكير والروس. ثم اندمجت كلتا القريتين في قرية واحدة تسمى أركول.
نقل سكان قرية مناييفو (مناي - أنثروبونيم) في الثلاثينيات القرن العشرين إلى قرية أركول بسبب الفيضانات المتكررة على نهر يوريوزاني. في موقع القرية الآن جسر كبير فوق نهر يوريوزان.
في مواد المراجعة لعامي 1816 و 1834، تم تسجيل أسماء أبناء وأحفاد المستوطن الأول لموناي: كولوش موناييف، المولود عام 1756، يسول أسفار (سبار، أسبار) موناييف (1769-1846، أبناؤه عبد العظيم بشير)، ولد إسماعيل منيف في عامي 1773 و 1724 مظفر منيف، الذي كان بمثابة المرجان.
ومثل الجزء الآخر من السكان الروس والتتار، الذين هاجروا من مقاطعة قازان، وكذلك من كراسنوفيمسكي، ومقاطعات أوسينسكي في مقاطعة بيرم ومنطقة أوفا على أرض مستأجرة من بشير. كان السكان يعملون في جميع أنواع الزراعة.
كان هناك مسجد في القرية. في مناييفو في عام 1877، تم افتتاح مدرسة الباشكير الروسية. المدرسة (الابتدائية، ثم تحت الحكم السوفياتي - للبالغين من العمر سبع سنوات، منذ عام 1937 - متوسطة) لها تقاليد طويلة ومجيدة.
في العام الدراسي 1908-1909، درس 13 فتًا و 9 فتيات في مدرسة أركول اللاهوتية المسيحية.

## السكان
| حجم السكان | حجم السكان | حجم السكان | حجم السكان | حجم السكان |
| 1795       | 1920       | 2002       | 2009       | 2010       |
| ---------- | ---------- | ---------- | ---------- | ---------- |
| 101        | ↗710       | ↗1459      | ↗1580      | ↘1439      |

## الموقع الجغرافي
تقع في الشمال الشرقي من جمهورية باشكورتوستان. يتدفق نهر يوريوزان عبر القرية.
المسافة إلى:
- (أوفا): 225 كم،
- مركز المقاطعة (مالويز): 25 كم،
- أقرب محطة قطار (كروباتشيفو (محطة)  [لغات أخرى]‏): 120 كم.

## اقتصاد
يتم تقديم مساهمة كبيرة في تعزيز اقتصاد القرية والمنطقة من خلال المؤسسة الرئيسية التي تشكل الميزانية اركايولوفسكي جازبروم ترانسجاز اوفا. يوجد مستشفى محلي يضم 25 سريرا.تشتغل فيها SEC «سلافات يولاييف». يوجد فيهافرع للبريد الروسي وسبيربنك.

## المجال الاجتماعي
- توجد مدرسة ثانوية حديثة واحدة، ومدرسة ابتدائية واحدة، ومدرسة موسيقية، ومكتبة ريفية، ورياض أطفال بها 60 مكانًا.
- في نهاية سبتمبر 2010، تم تشغيل مجمع يوريوزان الرياضي.

## الثقافة والجذب السياحي
- متحف رامي غاريبوف  [لغات أخرى]‏ هو متحف يضم معرضا للأغراض الشخصية والمخطوطات والصحف الجدارية وصور الشاعر.[4][5][6]
- متحف التاريخ والتقاليد المحلية في المدرسة، مقابر جماعية للثوار الذين ماتوا من أجل النظام السوفيتي، نصب تذكاري لبطل الاتحاد السوفيتي عبد الرحمن سينوللوففيتش هافوللين
- هناك مسجد بناه حارس يوسوبوف.
- يقع على بعد 3 كم شمال شرق قرية القرية نصب طبيعي - جبل كيزلارتاو.[7]

## مشاهير
- أبو بكروف، ريزا فاخيتوفيتش (10 أكتوبر 1902 - 10 يوليو 1938) - رجل دولة سوفيتي، المفوض الشعبي للتربية في جمهورية الباشكير الاشتراكية السوفيتية المستقلة (1930-1935)، أُعدم في 10 يوليو 1938، أعيد تأهيله في 8 ديسمبر 1956.[8][9]
- غاريبوف، رامي ياجافاروفيتش (12 فبراير 1932 - 20 فبراير 1977) - شاعر الباشكير، شاعر الشعب في باشكورتوستان (1992، بعد وفاته).[10][11]
- جولوفان، أليكسي ستيبانوفيتش (1 يناير 1912 - 5 مايو 1981) - رقيب، بطل الاتحاد السوفيتي.[12][13]
- زينيتدينوف، إنجل أحمدوفيتش (من مواليد 22 نوفمبر 1937) هو رجل نفط روسي سوفيتي، عالم، مدير أول، صحفي.[14]
- اسكندروف، حنيف ستيبانوفيتش (ولد في 20 مارس، 1928.) - مدرس في مدرسة اركولوف الثانوية الجمهورية الاشتراكية السوفياتية الباشكيرية ذاتية الحكم، المدرس المتمير في مدرسة جمهورية روسيا الاتحادية الاشتراكية السوفيتية (1967)، بطل العمل الاشتراكي (1968)، والنائب الثامن السوفيات الأعلى، الاستحقاقات التاسعة (1970-1979)، معلم الناس للاتحاد السوفياتي (1982).[15]
- كايميراسوف، نظام الدين (1903 -؟) - المفوض الشعبي للشؤون المالية لجمهورية الباشكير الاشتراكية السوفيتية المستقلة (1930-1937).
- نوريف، دامير أحمدوفيتش (مواليد 1941) - عميد قسم الفلسفة وعلم الاجتماع بجامعة ولاية باشكير (؟ - 2010)، دكتور في الفلسفة، أستاذ.
- توفواتولين، شاكر دينيسلاموفيتش (1894-1937) - زعيم الحركة الوطنية الباشكيرية. رئيس مجلس إدارة كانتون دوفان في باشكوردستان (1918)، المفوض الشعبي للزراعة في جمهورية باشكير الاشتراكية السوفيتية المستقلة.
- اوتاغولوف، تسوباي توكفاتوفيتش (15 سبتمبر 1913 - 15 يناير 1943) - في نهاية الثلاثينيات قام بتدريس اللغة والأدب الباشكيريين، مشارك في الحرب الوطنية العظمى، بطل الاتحاد السوفيتي.[16][17]
- خانوف، خادي (1895 -؟) - رئيس مجلس إدارة المحكمة العليا في الجمهورية الاشتراكية السوفياتية الباشكيرية ذاتية الحكم.
- خانوف، تشينجيز خاديفيتش (30 ديسمبر 1915 - 1941) - كاتب الباشكير السوفيتي، مترجم.[18][19]
- يوسوبوف، حارس موناسيبوفيتش (24 أغسطس 1929 - 7 يونيو 2009) - أستاذ في معهد تشيليابينسك للثقافة البدنية، بطل اتحاد الجمهوريات الاشتراكية السوفياتية في الجودو، سامبو، مصارعة الكورش الوطنية (1960).[20][21]
- الأخ والأخوات أيسيلو، تانسيلو وأورالس كايميروسوف هم مرشحون للعلوم الجيولوجية والمعدنية الحائزين على جائزة الدولة في الاتحاد السوفيتي.

## وصلات خارجية
- - وصف القرية على موقع منطقة سلافات
- - تاريخ أركول
- - موقع مدرسة اركايولوفسكايا